# Vuelo 475 de Philippine Airlines
El vuelo 475 de Líneas Aéreas Filipinas era un vuelo de pasajeros que iba desde el Aeropuerto Internacional Ninoy Aquino al Aeropuerto de Bancasi e invadió la pista al efectuar el aterrizaje en este último.

## Accidente
El 26 de octubre de 2007 a las 6:25 a. m. aproximadamente, el vuelo 475 sobrepasó la pista durante la operación de aterrizaje en el Aeropuerto de Bancasi. No hubo víctimas mortales entre la tripulación ni entre los pasajeros. La aeronave, un A320-214 con número de registro RP-C3224, quedó totalmente destruido durante el incidente y fue retirado de servicio posteriormente. Después de que este sorbrepasara la pista, se precipitó en un campo de alubias antes de colisionar con algunos cocoteros.
Diecinueve personas resultaron heridas; el piloto y el copiloto sufrieron daños en el cuello y la nariz, y varias personas fueron llevadas al hospital. La mayoría de las heridas se produjeron durante la evacuación de emergencia. El Aeropuerto de Bancasi se mantuvo cerrado por al menos 1 día, tiempo durante el que las autoridades de transporte del aire evaluaron la capacidad del aeropuerto de continuar gestionando vuelos. Se cree que la causa del accidente fue un error del piloto. Según las declaraciones de los testigos, el avión comenzó el aterrizaje una vez pasada la zona inicial de touchdown de la pista, lo que supuso que quedara una parte inadecuada e insuficiente para que el avión fuera capaz de desacelerar, causando que el avión se saliera de la pista.